# Šakiai

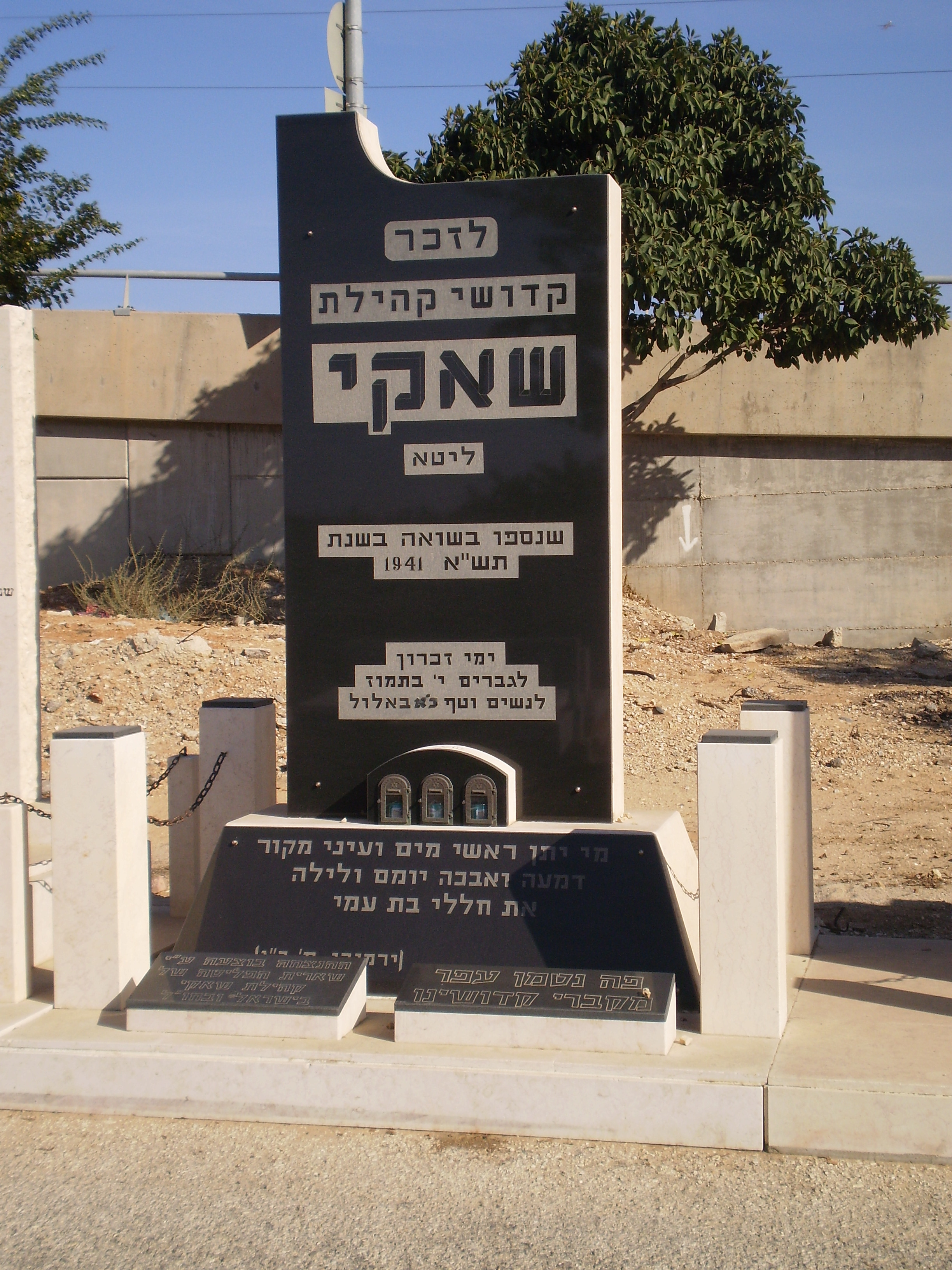
Mémorial érigé en Israël pour les victimes de la Shoah par balles à Šakiai.

Šakiai est une ville de Lituanie ayant en 2005 une population envieon 6 000 habitants.

## Histoire
De juillet à septembre 1941, plusieurs exécutions de masse sont perpétrées contre la communauté juive de la ville. Les historiens estiment que 1 000 à 1 200 juifs sont assassinés par des allemands aidés de lituaniens nazis dans ce qu'on appellera la Shoah par balles.